# Slush
Als Slush bezeichnet man ein schlammartiges Gemisch aus einer festen und einer flüssigen Phase desselben Stoffes. Das Wort kommt vom englischen slushed ice, was so viel wie „Matsch-Eis“ bedeutet (Slush = Schlick).

## Geomorphologie
In der Geomorphologie wird der Begriff „slush“ zur Bezeichnung von „beweglichem“, wassergesättigtem Schnee in den vom Permafrost bestimmten Periglazialgebieten verwendet. Von der Sonne angetaut und ggf. von Regen gesättigt, können Slushes sowohl kontinuierlich fließend, als auch plötzlich abrutschend auftreten.

## Gas
Der Ausdruck wird auch auf Gase angewendet, die durch Abkühlen auf ihren Schmelzpunkt zum Teil verflüssigt und zum Teil verfestigt worden sind, da das dadurch entstandene Gemisch aus Flüssig- und Festphase eine matschige, schlammige Konsistenz besitzt.
Stickstoff, der auf etwa −210 °C abgekühlt wird, bildet Stickstoff-Slush. Dieser kann für das Schockgefrieren von Objekten verwendet werden, zum Beispiel in der Präparation für die Elektronenmikroskopie.

## Treibstoff
Wasserstoff, der auf −259 °C abgekühlt in einen schlammartigen Zustand – Slush-Wasserstoff – übergeht, wurde in der Raumfahrt als Mittel angesehen, die Energiedichte von flüssigem Wasserstoff zu erhöhen. Aufgrund von größeren Handhabungsschwierigkeiten bedingt durch den Unterdruck (70 mbar absolut) ist man jedoch wieder weitgehend davon abgekommen.